# 土持氏
土持氏（つちもちし）は、平安時代末期から戦国時代前期にかけて、日向国北部を中心に勢力を有した一族。現在の延岡市近辺を中心とした縣（あがた）土持氏と現在の高鍋町付近を活躍の場とした財部（たからべ）土持氏が有力であった。

## 家紋
「三ツ割若松」、「唐花」と言う資料が多く見られるが、原出典は不明。逆に、子孫には左三つ巴の変化系の家紋が散見され、「土持七頭書付」という資料には、元々の幕紋（家紋）は「亀甲に桐」紋であったが、室町幕府の要請により「左巴」に「二引き両」に改められた。とあるそうで、「唐花」の記載はない。
土持氏と「唐花」に繋がりを求める場合、「唐花」紋が公家・藤原氏北家に多く見られる紋であり、宮崎県指定有形文化財の「金剛寺文書」に1404年頃に土持長栄が開基の花山院殿夫人に水田を寄進とあり、この人物は藤原北家の系列。ただし、花山院家の家紋は唐花ではない。

## 経歴
古くは平安時代にその名を確認できる日向国の荘園領主。縣土持氏については、19世紀に白瀬永年によって編纂された『延陵世鑑』などにその来歴が記されている。
物部姓田部氏の一族から分かれたと見られている。
土持氏は宇佐八幡宮の社人とされる。日向国北部の臼杵郡を中心として広く開発された宇佐宮領の弁済使、あるいは臼杵郡司として勢力を伸張させ、12世紀以降、日向の有力な日下部氏との縁戚関係を強めることで、日向の在国司職やその他奈良時代以来の伝統を持つ日下部氏の権益の全てを獲得した(「日下部氏系図」)。
土持の名の由来については、欽明天皇32年（570年）、宇佐八幡宮を造営する際に、田部宿禰直亥が、土を盛るのにその袖でくるんで持ち運んだところ、これが崩れなかったのを欽明帝に褒められ、「土持」姓を賜ったと言われる。
一族の最盛期は、太郎土持宣綱を当主とする平安末のこと。土持七頭（ななかしら）と呼ばれ、縣（あがた）・財部(たからべ)・大塚・清水(きよみず)・都於郡（とのこおり）・瓜生野（うりゅうの）・飫肥（おび）に勢力を誇った。引き続き、鎌倉時代になると、幕府御家人として、宇佐宮荘園における地頭職を拝した。（日向国図田帳・写し、建久八年・1197年、島津家文書）に依ると、臼杵郡内塩見三十五丁・富高（とだか）三十丁・岡富庄八十丁・高智尾社八丁・三宅郷二十丁・三納郷四十丁・間世田八丁・右松保田代二十五丁、児湯郡内国分寺田二十丁・法元寺田二十丁・尼寺田十丁・安寧寺田十丁、那珂郡新名爪別府八十丁、宮崎郡内国富本郷二百四十丁・今泉三十丁・那珂二百丁・田嶋破四十丁・袋十五丁、佐土原十五丁、倍木（へき）三十丁、新田（にうた）八十丁、下富田（しもとんだ）百三十丁・穂北郷七十丁・鹿野田（かのた）郷五十丁、・都於院百五十丁。以上が宣綱の地頭職の地であると記されている。
建武の新政の頃（1336年1月）には、経緯は不明であるが、一族の国綱・惟綱・諸綱・国栄らが京に出向いていた所、戦闘が発生。足利側として参陣し、前二者が大渡にて、残る二者は天皇側が京を再占領した2日後の戦闘（瀬多・三条河原合戦）にて戦死したと言う記録がある。（（太平記十四巻）によると、讃岐で旗揚げした細川定禅が九州・四国勢を率いて1336年1月に京に来ているが、これは山崎にて戦闘を行っており、大渡にて戦っているのは尊氏の軍である。ゆえに、いつ合流したものかまったく不明。）これらに対し4月になって足利尊氏から友綱に瓜生野西別府を、国栄の子の久栄に縣庄の半分地頭職を、久栄の子の貞綱に宮崎郡池内を与えたそうである。なお下記系図の（大塚土持？）の代が建武相当であり、日向守護代・大隅守護代の職を保持していた時代でもあるから、その関係で京にいた可能性が高い。同時に国栄の子の久栄が、この時初めて「公式に」縣庄の半分地頭職に任じられた事から土持宗家は「縣土持家」として成立した、といえる。文献上も以前は「岡富殿」であったことが知られている。なお、改めて系譜を見ると、国栄の子の久栄とは系譜上、久綱とある人物が該当すると思われるが、実際上、栄宣が「縣土持」を成立させているので、このあたりの系譜には注意を要する。
土持氏の歴史を語るのに伊東氏を外すことは出来ない。当初、日向に地盤を持たない伊東氏は地元の有力者である土持氏と婚姻関係を積み重ね日向に浸透していった。有力な武将を必要とした土持氏の側もこれを歓迎した。特に記すると、伊東祐立・祐堯の親子はいずれも土持氏の娘を妻とし、祐堯の長女は土持左衛門堯綱（たかつな）の妻となり、祐堯の嫡男・祐国は土持弥次郎是綱の娘を妻としている。
南北朝時代にはいり、観応の擾乱がおきると、日向守護職に補任されていた畠山直顕は足利直義側になったため、その配下といえる立場にいた両氏は一族の分裂などが発生し、本家は双方武家方として協力しながら反乱分子の鎮定に奔走した。
強い同盟関係にあった両氏であるが、今川了俊の下向に伴い、島津氏久が事情（水島の変）により離反すると、その命により島津氏と対峙することになるのであるが、この際、どうやら了俊は功績のあった方に日向守護職の地位を与えるかのような風を装い、競争をさせることで早期の鎮圧を狙ったようだ。（伊東家は日向介、土持家は日向守護代の流れを汲む。上下関係は定めがたい。）なお、この時点で瓜生野土持氏は姓を瓜生野と改めている上に伊東氏に下っている事が解っている。
確かに功を奏し、日向は一度は平穏を取り戻した。しかし競争関係を持たされた両氏の関係は冷却化し、同時に伊東祐堯が同族を討伐し集権化・勢力を伸張し出したことにより、徐々に険悪化。惣領である縣土持氏は井上城・西階城・松尾城と次々に城を築き、縣地方で勢力を固めこれに対抗した。土持氏全体としても伊東祐堯に一門の子を養子として送り込む事などを目指したが失敗している。
1451年（宝徳3年）、伊東祐堯が幕府より日向平定の下知状を貰おうと工作したため、関係は完全に崩壊。財部土持氏の土持影綱と縣土持氏の土持宣綱（前出とは同名の別人）は、1457年（長禄元年）小浪川の合戦にて伊東祐堯と合戦に及ぶが、財部土持氏の有力武将土持金綱など複数が戦死し、敗北。財部土持氏は没落した。この際、伊東家の記録では、「財部・高城・日知屋・門川・新名・野別府・山陰・田代・神門」が伊東氏の支配下になり、財部土持当主は新名爪に馬飼料と言う名の捨て扶持60町を貰って逼塞したという。以後、他の土持氏も島津氏や伊東氏などに糾合されていった。（清水土持氏や飫肥土持氏（時任と姓を変える）は伊東氏の家臣となった。）
島津氏の記録を見ると、島津貞久時代には土持栄定（大隅守護代）・栄幽（日向守護代）の2名が、島津氏久時代は土持栄勝が、少し離れて島津勝久時代には土持政綱がそれぞれ家老職であったことが見て取れる。彼らの名は一族本流の中には見て取ることが出来ない。ただし、土持栄勝は縣土持氏5代当主土持国綱の直系の土持時栄の子であり、応永・永和の頃の人物として記録に見ることができる。ここで注視すべきは「大隅守護代職」である。守護代職は通例、その国の在地の有力者が任じられる物である。よって、いずれかの一族が大隅の有力者であったと考えられるのであるが、霧島の東にも財部との地名があり、これはかつて大隅が日向に含まれていた事により、最大の荘園であった島津荘と同様、財部郷が後年分かれる事になった地域をまたいでいた事による。そして、財部城（高鍋城）の所在地は荘園としては新納院であり、本来の領主は新納氏である以上、財部土持氏が横領したことにより後に財部と呼ばれるようになった可能性が高く、この事由により栄定は大隅の財部も領していた土持氏、即ち財部土持氏であったものと推測できる。なお、同地を含む曽於郡の地の一部で後年、一時、土持高綱が地頭職を勤めている。
残った宗家縣土持氏も、伊東氏との対抗のため、豊後において大勢力となった大友氏に臣従し、また、伊東氏の背後を脅かしていた島津氏とも盟を結び、戦国時代の後期まで、その命脈を保った。しかしながら、1577年（天正5年）島津氏が日向に侵攻して伊東氏を敗走させると大友氏・島津氏の直接対決の様相となり、1578年（天正6年）島津氏邀撃のため日向入りした大友宗麟は、4月10日、当主土持親成を松尾城に攻め滅ぼし、700年の名門縣土持氏の命脈は絶たれた。
江戸時代、土持氏は概ね島津氏家臣として幾つかの家が存続している。（『本藩人物誌』）（諸郷地頭系図）によれば、享保から延享のころの人物で土持新八栄貞という名を見ることが出来るが、先祖は親信の孫・信全であり、盈信を養祖父としているという。宝暦5年の島津家分限帳には小納戸役並に同じく土持新八の名が見られるのだが、少々時代に隔絶がある上に石高が18石とあるので考察を要する。同資料には目付として土持平右衛門・229石を見ることが出来る。下って、文政7年の（薩州御家中諸役付）には、御広敷番頭・土持佐左衛門。山奉行・土持長蔵の名が見える。当然、幕末の薩摩に土持姓の志士を見つけることが出来る。西郷隆盛の義兄弟として知られる土持政照は沖永良部島の人である。また、薩摩藩外城部隊・2番隊隊長として土持雄四郎がおり、その他にも、土持佐平太、土持直五郎などの名を散見することが出来る。

## 系譜
```
凡例
　太線は実子、細線・矢印は養子。
```

反正天皇━高部天皇━武城王━野斐王━田部宿禰直亥━馬養五津麻呂━連国━連景━景文━信連━信增━信春━信行━信勝━信親━信蔵━土持信郷━信満━信村━則綱━宗綱
```
　　　  ┏━━━━━━━━━━━━━━━━━━━┛
　　 　
宣綱(栄妙)
　
　　　  ┣━━━━━━━━━━━━━━━━━┓
　　　 
通綱(道綱)
県土持・祖
　　　　　　　　
景綱
財部土持・祖

　　　　┣━━━━━━━━┓　　　　　　　　┣━━┳━━┳━━┳━━┳━━┓　　　　　　　　　　　　
　　　 惟綱　　　　　　　長綱　　　　　　　秀綱　光綱　弘綱　友綱　諸綱　助綱　
　　　　┣━━┓　　　　　 │   　　　　　　┃　　┃　　　　　　　
　　　 政綱　栄綱　　　　　│　　　　　　　時綱　継綱
　　　　┣━━━━━━━ ┓│ 　　　　　　　┃　　┣━━┳━━┓
　　　 国綱　　　　　　　国栄　　　　　　　直綱　助綱　宗綱　久綱
　　　　┣━━━━━┓　　┃　　　　　　　　┃　　┃
　宣栄
(大塚土持？)
 栄宣　久綱　　　　　　　惟綱　親綱　重綱
　　　　┃　　　　　┃　  └─────┐┏━━━━┛　　┃
　　　 時栄　　 ┌─頼宣　　　　貞綱　 　　　 ・ 　朝綱
　　　 ┃└───┐ ↓   ┃　　　　　┃　　　　　・　　┣━━┓
　　　 
栄勝
　頼宣　信弘　　　　清綱　　　　 ・ 　興綱　貞綱（元綱）
　　　　┏━━━━━┛　　　　　┃　　　　　・　 │ ┏━╋━━┓
　　　 秋綱　　　　　　　　　　栄綱　　　　 ・　 
金綱
　高綱　昌綱
　　　　┃　　　　　　　　　　　　　　　　　・　 │┌─←──┘┃ 　┃
　　　 全宣　　　　　　　　　　　　　　　　 ・　 高綱　是綱　用綱　　　　　　　　　　　　　　　　　　 ?
　　　　┃　　　　　　　　　　　　　　　　　・　　　　  ┃　　┃　　　　　　　　　　　　　　　　　　　・
　　　 宣綱　　　　　　　　　　　　　　　　 ・　 　　　貞綱　長綱　　　　 ？　　　　　　　　　　　　　・
　　　　┣━━┳━━┳━━━━━━━━┓　　・　　　　　　　　┣━━┓　　・　　　　　　　　　　　　　・
       全繁　常綱　秋綱　　　　　　　弘綱　 ・　 　　　　　　為綱　忠綱 　・　　　　　　　　　　　　 定綱
　　　　│┌───┘┣━┓　 　　　　　　　┃　　・　　　　　　　　┃　　　　　・　　　　　　　　　　　　　┃
　　　 常綱　親栄　栄貴　　　　　　　重綱　 ・　　　　　　　 豊綱　　　　
政綱
　　　　　　　　　　　　貞綱
　　　　　　　┃　　┃　　　　　　　　┃　　・　　　　　　　　┃　　　　　┃　　　　　　　　　　　　　┃
　　　 　　　
親佐
　栄続（元綱）　　　重長　興綱　　　　　　　栄綱　　　　若狭　　　　　　　　　　　　基綱
　　　　┏ ━┛│←──┘┃ 　　　　　　　　　　┃　　　　　　　　　　　　　　┣━━━━┳━━┳━━┓　　┃
　　　 
親成
　元綱　高綱（
久綱
）　　　　　　
頼綱
　
禰寝尊重
　　　　　　　　利綱　　　宗綱　昌綱 右衛門 豊綱
　　　 │ ┗━┓┌───╋━━┳━━┓　　　　　┃　　　┃　　　　　　　　　　┃　　　　┃　　┃　　┃　　┃
　　　 高信　
親信
　
信村
　
久助
　
盈信
　　　　良綱　禰寝右近　　　　　　 川上久通妻　 親綱　照綱　綱昌　則綱　
　　　　　　　┃　  ┏━━━━━┛　　　　　┃└─┐┃　　　　　　　　　　　　　　　　　　　 ┃ 　　　　┃
　　　 　　　 某 　久種　　　　　　　　　　吉綱　秀綱　　　　　　　　　　　　　　　　　　貞綱　　　　寛綱
　　　　　　　┃　　┃　　　　　　　　　　　│┏━┛　　　　　　　　　　　　　　　　　　　 ┃
　　　 　　　信全　真綱　　　　　　　　　　次綱　　　　　　　　　　　　　　　　　　　　　安綱
　　 　 　　　　　　┃
       　　　　　 家綱
```

### 系譜の注意点
大塚・清水土持氏は県土持氏から派生し、飫肥・瓜生野土持氏は財部土持氏から派生したという。都於郡土持氏は不明。
系譜にはあえて当主およびその順は無記入。基本的に県土持氏の当主が全体の惣領であるとはいえ、時栄・栄勝の時代は明らかに本拠は大塚であり、また、栄勝が重要な役職に有った点から、その時点での惣領家は大塚土持氏であり、全体として、第何代の当主と言う記述に矛盾が発生する事による。
栄勝に関していえば永徳4年（1384年）5月1日、今川了俊が大塚（大墓）別府を本領として安堵する。との旨の文書が（垂水氏旧蔵伊東家文書）に遺されており、間違いなく「大塚土持氏」と呼んで構わないと思われる。
次ぎに永徳年間（1381〜84）、県領主・宣弘（のぶひろ）が、末子の染を蓬莱山城（現宮崎市大塚町城ノ下）城主としたのを以て宮崎土持氏の始まり。と言う記述があるのであるが、系譜上誰に当てはまるのかが不明である。城の所在地からするとこの宮崎土持氏は即ち大塚土持氏と同義である可能性は非常に高いのではあるが、「以て始まり」との記述には反してしまう。
系譜上、興綱は財部土持氏の秀綱の系譜に連なる人物であるというだけで、惟綱の子孫であるという意味ではない。